# Заливки
Зали́вки —  село Бурштинської міської громади Івано-Франківського району Івано-Франківської області.
Сьогодні село зменшилося до вимираючого хутора. 